# Tony Butala
Tony Butala, punim imenom Antony Francis Butala (Sharon, Pennsylvania, SAD, 20. studenoga 1938.) je američki pjevač pop-glazbe.
Hrvatskog je podrijetla.
Stric je američke glumice Jenne.
Pjevač je pop sastava The Lettermen od 1958. i jedini je preostali izvorni član sastava. Kao srednjoškolac pjevao je u sastavu Fourmost, a s njim je pjevala Concetta Ingolia, poslije poznata kao Connie Stevens.
S još je nekim osobama 1998. u svom rodnom Sharonu osnovao Dvoranu slavnih vokalnih sastava.
Poznat je u filmskoj industriji kao glumac koji je posudio glasove za Disneyjev crtić Petar Pan (1953.), zatim za filmove Bijeli Božić i za Rat svjetova.
Bavi se vinarstvom, čemu ga je naučio djed Miko, hrvatski iseljenik. Danas posjeduje svoje vinograde (Butala Vineyards). Prvo je počeo 1969. s rančem u Chatsworthu u Kaliforniju gdje je kupio vinograd i sadio vinovu lozu. Za manje od dvadeset godina poslije, kupio je još jedan ranč na istočnoj granici gorskog lanca Vace. Komercijalizirao je prodaju 1992. pod etiketom Castlebrooke te je nastavio proizvoditi vina i grožđe za druge vinare.

## Vanjske poveznice
- The Lettermen  Arhivirana inačica izvorne stranice od 27. svibnja 2008. (Wayback Machine)